# アムール川の流血や
アムール川の流血や（アムールがわのりゅうけつや）は、旧制第一高等学校（一高）の寮歌のひとつで、1901年（明治34年）に制作された。正式名称は「第11回紀念祭東寮寮歌」だが、冒頭の歌詞の一節から取られたタイトルで知られている。「嗚呼玉杯」とともに、一高の寮歌として広く知られた。
作詞は塩田環。作曲は栗林宇一とされ、作詞・作曲とも生徒の手で行われたとする点でも最初期の寮歌と言われてきたが、曲の原型は永井建子作曲の軍歌「小楠公」に求められる。同様の旋律で歌う歌には、軍歌「歩兵の本領」、労働歌「聞け万国の労働者」などがある。一高内では本曲の旋律を用いて「征露歌（ウラルの彼方）」が制作された。

## 内容
1901年（明治34年）、一高東寮第十一回紀念祭寮歌として作成披露された。作詞の塩田環は同学だった鳩山一郎の友人だった。曲は、栗林宇一が軍歌など既存の複数の曲を組み合わせたものである。栗林本人も「原曲」がある趣旨の発言を行っていた。
義和団の乱のさなか、ロシア軍が、ロシア領内の中国人居留地江東六十四屯を襲撃した事件を描いている。
日露戦争前の極東地域の不穏な情勢や「これからは日本が清に代わっていく」という感情を感じさせる。

## 曲の起源と派生
声楽家・歌唱史研究者の藍川由美は、1899年（明治32年）に出版された鼓笛喇叭軍歌実用新譜にある永井建子の「小楠公」が原曲であると指摘している。それより後の 1901年（明治34年）に発表された「アムール川の流血や」を栗林の作とすることは困難である。
ただし、軍歌「歩兵の本領」、メーデー歌「聞け万国の労働者」が「小楠公」から譜をとってきたのか、あるいは一度「アムール川の流血や」を経由したものなのかはなお検討を要する。
当時は、学校の校歌や応援歌は「嗚呼玉杯調で」「アムール調で」とされることが多かったため、この旋律は一高の曲として解されて全国に広まったと推測される。一高内では「征露歌 (ウラルの彼方)」に旋律が使われた。他にも青森県立弘前中学校(現・弘前高校)や茨城県立竜ヶ崎第一高等学校・附属中学校の校歌や大阪府立北野中学校（現・北野高校）の応援歌第一「澱江春の」や滋賀県立彦根中学校（現・彦根東高校）の応援歌などにも使用例がみられる。
千葉県市川市立行徳小学校、中国分小学校の応援歌にも使用された。

## 征露歌（ウラルの彼方）
1904年（明治37年）2月11日、日露開戦直後一高にて行われた紀元節奉祝集会に於て「征露歌」として披露された。「アムール川の流血や」の様に通例行事の紀念祭に合わせて作成された物ではなく、日露開戦に向けた学生に依る戦意発揚の為に作成されたと見るべき歌である。
翌三月に挙行された通例行事の紀念祭(一高第十四回紀念祭)に於ても、数多くの「露西亜征討の歌」が作成された。
作詞は青木得三。
曲は「アムール川の流血や」と同じ。

## 註
1. ↑  『向陵』( 1992年（平成4年）10月発行)には「作曲者栗林宇一氏は、軍歌など二、三の既成曲の組合せで作ったと語っておられる」と記載されている。なおこの発言の趣旨は昭和期に既に明らかにされていた。
2. ↑  2009年（平成21年）10月2日の日本経済新聞「文化往来」